# Kolozsvári Papp László
Kolozsvári Papp László (Kolozsvár, 1940. március 18. – Budapest, 2005. április 8.) kétszeres József Attila-díjas (1994, 1999) magyar író, műfordító.

## Élete
Papp László és Hahn Magdolna gyermekeként született.
A kolozsvári Brassai Sámuel Líceumban érettségizett 1956-ban
1962-ben színészi diplomát szerzett a marosvásárhelyi színművészeti intézetben.
1957–1958 között segédmunkásként dolgozott. 1962–1967 között a temesvári Állami Magyar Színház dramaturgja, később színésze volt. 1967-ben áttelepült Budapestre. Esszéregényben örökítette meg a rendszerváltás zaklatott hétköznapjait. A TV2 művészeti igazgatójaként működött 1992–1993 között. A Magyar Televízió körzeti és kisebbségi műsor-igazgatóságának igazgatóhelyettese volt 1993–1994 között. 1994 után a regionális műsorok főszerkesztőségének helyettes vezetőjeként dolgozott. A Magyar Írószövetségben 2001-ben az elnökségbe választották.
A regény- és esszéíró sok művében vizsgálta az elszigetelődött értelmiségi, kisvárosi vagy nemzetiségi magára utaltságában tépelődő közösségeket; a társadalmi és politikai korlátokat életvitelével kijátszó intellektuális hős magatartását. Szakolczayval az aluljáróban című esszéregényében a rendszerváltás zaklatott hétköznapjait örökítette meg.
Kolozsvári Papp László ezenkívül mintegy 30 román, francia, angol regényt ültetett át magyar nyelvre.

## Művei
- Monológok a határon (1978)
- Az alkoholista halála (1980)
- Lecsókolt kép (1982)
- Halálugrás kezdőknek és haladóknak (1983)
- Madarak voltunk (1984)
- Variációk (1985)
- Piruett-akció (1986)
- A bohém (1987)
- Malomárok (1988)
- Gyilkosság Normandiában (1990)
- Szakolczayval az aluljáróban. Tulajdonképpen regény; Szépirodalmi, Bp., 1992
- Bűnös vadász (1995)
- Holló úr. Tizenkét kolozsvári történet; Erdélyi Szépmíves Céh, Kolozsvár, 1997
- Miért kicsik a törpék (1998)
- Kleotéra története (2000)
- Galambóci Boldizsár csínytevései; Simon, Bp., 2001
- A nagy hóemberháború (2005)
- A diák utolsó története; Kortárs, Bp., 2011 (Kortárs próza)

## Színpadi művei
- Édes otthon (1984)
- Hazánk fiai (1985)
- Világítók
- A korsó

## Műfordításai
- Zaharia Stancu: Karaván (1972)
- Augustin Buzura: A kintiek (1974)
- Romulus Guga: Halál utáni élet (1975)
- A. Buzura: A hallgatás arcai (1976)
- G. Bălăiță: A világ két napban (1977)
- A. Buzura: Gőg (1979)
- R. Guga: A bolond és a virág (1983)
- A. Buzura: Az éjszaka hangjai (1983)
- Alexandru Ivasiuc: Megvilágosodások (1979)
- Jánosi János: Szépség és művészet (1978)
- P. Mac Orlan: A matrózok dala (1978)
- Veronica Porumbacu: Hang és áradat (1979)
- Sorin Titel: A madár és az árnyék (1981)
- F. Sonkin: Apám igézetében (1982)
- Grigore Zanc: Zuhanás (1982)
- Horia Tecuceanu: Az Anda-akció (1983)
- B. Rochefort: Tulipán Fanfan, az ördöngös francia (1984)
- Constantin Țoiu: A kísérő (1984)
- G. Gafița: A tél más ország (1985)
- Tanizaki Dzsunicsiró: Aki a keserűfüvet szereti (1986)
- S. Titel: Asszony, íme a te fiad (1986)
- H. Tecuceanu: D-237 (1987)
- Eugen Uricaru: Vladia (1987)
- A. Buzura: Menedékek (1988)
- Nagai Kafú: Szumida (1989)
- P. Réage: O története (1990)
- I. Chimet: Hunyd be a szemed és meglátod a várost (1990)
- Tanizaki Dzsunicsiró: A kulcs (1990)
- Clèment Brunoy: Salyne (2003)
- Gabrielle Wittkop: A nekrofil (2003)
- Sadie Blackeyes: A gépírókisasszony (2003)
- Marilyn Lowell Ezeregyéjszakái (2004)
- Pierre Louÿs: Három lány és az anyjuk (2004)
- Leopold von Sacher-Masoch: Pusztai Hiéna (2005)